# Аллингем, Марджери
Марджери Луиза Аллингем (20 мая 1904, Илинг, Лондон, Великобритания — 30 июня 1966 Колчестер, Эссекс, Англия, Великобритания) — английская романистка «Золотого века» британского детектива. Критиками ставится в один ряд с Дороти Сэйерс, Агатой Кристи, Глэдис Митчелл и Найо Марш.
Первоначально задуманный как пародия на героя Сэйерс лорда Питера Уимзи, персонаж серии детективов Марджери Аллингем Альберт Кэмпион стал самостоятельным героем и появился в 18 романах и множестве рассказов.

## Жизнь и карьера

### Детство и образование
Марджери Аллингем родилась 20 мая 1904 года в Лондонском районе Илинг, Англия, в семье, погруженной в литературу. Ее отец Герберт Аллингем (1867—1936) и ее мать Эмили Джейн (урожденная Хьюз) были писателями; Герберт Аллингем был автором криминальной литературы и редактором в «Christian Globe» и «The New London Journal» (в последнем сама Марджери печатала свои рассказы про Секстона Блейка (англ. Sexton Blake) — известного детектива, чей создатель, так же как и у Пинкертона, был неизвестен). Эмили Джейн писала и печатала рассказы в женских журналах.
Вскоре после рождения Марджери, ее семья переехала из Лондона в Эссекс, в деревню Layer Breton, что неподалеку от Колчестера. Будущая писательница училась в местной школе, а после продолжила получать образование в школе для девочек Perse в Кембридже, где постоянно писала короткие рассказы и пьесы; свой первый авторский гонорар Марджери получила в возрасте восьми лет за рассказ, напечатанный в журнале ее тети.
Вернувшись в Лондон в 1920 году, Аллингем изучала драматургию и речь в Политехническом институте на Риджен-стрит, где вылечилась от заикания, которым страдала с детства. В это время она впервые встретила Филиппа Янгмана Картера (1904—1969), за которого вышла замуж в 1927 году. Он сотрудничал с писательской деятельностью жены, проектируя обложки для ее книг. Они жили на краю болот Эссекса, в деревне Tolleshunt D’Arcy, возле городка Молдон.

### Ранние работы
Дебютный роман Марджери Аллингем «Blackkerchief Dick» был опубликован в 1923 году, когда писательнице было 19 лет. Роман якобы был написан на основе истории, которую Аллингем услышала во время спиритического сеанса, хотя после смерти Марджери ее муж опроверг эту версию. Тем не менее, Аллингем продолжала включать оккультизм в свои работы. «Blackkerchief Dick» был хорошо принят читательской публикой, но как такового дохода автору не принес. В самом начале творческой карьеры Аллингем написала несколько пьес и попыталась написать серьезный роман, но обнаружив, что ее темы сталкиваются с ее беззаботностью, решила попробовать написать что-то в жанре тайны.
Она постоянно писала в школе. Во время учебы на Риджен-стрит, она написала стихотворную пьесу «Dido and Aeneas», которая была поставлена в Георгиевском зале в театре «Cripplegate Theatre». В этой постановке сама Аллингем сыграла роль Дидоны; декорации разработал Филипп Картер.

### Кэмпиони успех
Настоящий успех пришел к Марджери Аллингем с публикацией в 1929 году детективного романа «Черный Дадли» (англ. The Crime at Black Dudley). В этом романе впервые появляется Альберт Кэмпион, пусть и как второстепенный персонаж, считавшейся пародией на лорда Питера Уимзи Дороти Сэйерс. Под давлением американской публики, восхищенной Кэмпионом, в 1930 году Аллингем публикует роман «Таинственная улика» (англ. Mystery Mile).
Написав три романа и имея сильного центрального персонажа, Аллингем значительно улучшила свои писательские навыки и нашла «свой» жанр и продолжила писать популярные романы об Альберте Кэмпионе. Сначала от Марджери требовалось лишь писать рассказы о Кэмпионе для таких журналов, как The Strand Magazine, но со временем популярность Кэмпиона росла, как и последователи персонажа, и в конечном итоге этот персонаж стал центральным героем 18 романов и более 20 рассказов, писавшихся и издававшихся до 1960-х годов.
Альберт Кэмпион — загадочный, высокородный персонаж (в ранних романах Аллингем намекала, что семья ее персонажа находится в линии наследования британского престола), имеющий дворянский титул и работающий под вымышленным именем. Кэмпион плавно перемещается между эшелонами дворянства и правительства с одной стороны, и темным преступным миром с другой, часто в сопровождении своего «капитана Гастингса» — бывшего вора, ныне слуги, — Легга. В течение всей своей литературной жизни, Кэмпион бывал то классическим сыщиком-детективом, то настоящим авантюристом. Действительно, первые три романа Аллингем о Кэмпионе — «Черный Дадли», «Таинственная улика» и «Тайна чаши» — были написаны тем, что сама писательница называла «методом сливового пудинга»: меньше сосредоточенности на методах убийства и формальностей классического детектива, больше авантюр.
По мере продвижения серии, Кэмпион работает все более тесно с полицией и контрразведкой MI6. Он влюбляется, жениться, становиться отцом, со временем мудреет и созревает эмоционально. По мере того, как усовершенствуется авторский стиль Аллингем, стиль и формат ее книг двигались дальше. В то время, как ранние ее романы беззаботны и больше смахивают на некое «фантастическое приключение», поздние романы Марджери, такие, как «Тигр в дыму» (англ. The Tiger in the Smoke) (1952) (включен в британский вариант «100 лучших детективных романов всех времен»), больше сосредотачиваются на психологических портретах убийцы и жертвы. Во многих поздних романах Кэмпион снова возвращается во второстепенную роль; не более заметна и его жена Аманда и его полицейские помощники.
В 1941 году Марджери Аллингем опубликовала неигровое произведение «The Oaken Heart», в котором описала свой опыт в Эссексе, когда ожидалось и активно планировалось вторжение из Германии, потенциально поставив гражданское население Эссекса на передовую.
С 1934 года Марджери Аллингем была членом Детективного Клуба.

## Смерть
Аллингем страдала от рака груди и умерла в больнице Severalls Hospital, Колчестер, Англия, 30 июня 1966 года, в возрасте 62 лет. Ее последний роман «Campion, Cargo of Eagles» был завершен ее мужем в соответствии с ее последней волей, и был опубликован в 1968 году, за год до смерти Филиппа Картера в возрасте 65 лет. Другие сборники ее работ, как с Альбертом Кэмпионом, так и без него, продолжали выходить в 1970-х годах. Омнибус «Марджери Аллингем», включающий «Sweet Danger», «Дело покойника Свина» (англ. the Case of the Late Pig) и «Тигра в дыму», с критическим введением Джейн Стивенсон, был опубликован в 2006 году.
Марджери Аллингем была похоронена на кладбище в деревне Tolleshunt D’Arcy.

## Наследие
Австралийское подразделение издательства Random House в серии Vintage Classics of Random House начало программу перезапуска романов Марджери Аллингем в 2004 году; в настоящий момент они переиздали все романы Аллингем про Альберта Кэмпиона, начиная с «Черного Дадли» (1929) и заканчивая «Campion, Cargo of Eagles» (1968). В США американское издательство Felony and Mayhem Press так же переиздало эти романы. В 1956 году был экранизирован роман «Тигр в дыму», в 1989—1990 годах BBC сняла сериал по произведениям Аллингем про Альберта Кэмпиона под названием «Simply Campion» с Питером Дэвисоном (р. 1951) в главной роли и с Брайаном Гловером (1934—1997) в роли Легга, «Гастингса» Кэмпиона.
После смерти Аллингем в 1966 году, ее муж и некоторые ее протеже написали несколько книг о писательнице
- Margery Allingham, 100 Years of a Great Mystery Writer edited by Marianne van Hoeven (2003)
- Margery Allingham: A Biography by Julia Thorogood (1991); revised as The Adventures of Margery Allingham as by Julia Jones (2009). This is the standard biography.
- Ink in Her Blood: The Life and Crime Fiction of Margery Allingham by Richard Martin (1988)
- Campion’s Career: A Study of the Novels of Margery Allingham by B.A. Pike (1987)

### Серия об Альберте Кэмпионе
- «Черный Дадли» (англ. The Crime at Black Dudley) (1929); в США вышел под названием «The Black Dudley Murder»
- «Таинственная улика» (англ. Mystery Mile) (1930)
- «Тайна чаши» (англ. Look to the Lady) (1931); в США вышел под названием «The Gyrth Chalice Mystery»
- «Полиция на похоронах» (англ. Police at the Funeral) (1931)
- Sweet Danger (1933); в США так же выходил под названиями «Kingdom of Death» и« The Fear Sign»
- «Смерть призрака» (англ. Death of a Ghost) (1934)
- «Цветы для судьи» (англ. Flowers for the Judge) (1936); в США вышел под названием «Legacy in Blood»
- «Дело покойника Свина» (англ. Dancers in Mourning) (1937); в США вышел под названием «Who Killed Chloe?»
- Mr. Campion: Criminologist (1937)
- The Case of the Late Pig (1937)
- «Мода в саване» (англ. The Fashion in Shrouds) (1938); в России так же печатался под названием «Мода на саван»
- Mr. Campion and Others (1939)
- Traitor’s Purse (1941); в США вышел под названием «The Sabotage Murder Mystery»
- «Косноязычный коронер» (англ. Coroner’s Pidgin) (1945); в США вышел под названием «Pearls Before Swine»
- The Casebook of Mr Campion (1947)
- «Работа для гробовщика» (англ. More Work for the Undertaker) (1948); так же печатался в Росси под названием «Срочно нужен гробовщик»
- «Тигр в дыму» (англ. The Tiger in the Smoke) (1952); в США вышел под названием «Tiger Loose»
- The Beckoning Lady (1955); в США вышел под названием «The Estate of the Beckoning Lady»
- Hide My Eyes (1958); в США вышел под названием «Tether’s End/Ten Were Missing»
- The China Governess (1963)
- The Mind Readers (1965)
- Cargo of Eagles (1968); дописан после смерти автора ее мужем, Филиппом Картером

### Другие работы

#### Под своим именем
- «Дик, Черный платок» (англ. Blackkerchief Dick) (1923)
- «Тайна Белого Коттеджа» (англ. The White Cottage Mystery) (1928)
- The Darings of the Red Rose (1930)
- «Черные перья» (англ. Black Plumes) (1940); в России так же выходил под названием «Смерть в галерее»
- The Oaken Heart (1941); автобиографическое произведение
- Dance of the Years (1943)
- Wanted: Someone Innocent (1946)
- Room to Let: A Radio-Play (1947: опубликовано в 1950)
- Deadly Duo (1949); в СШа вышел под названием «Take Two at Bedtime» (1950)) — две повести:
  - Wanted: Someone Innocent
  - Last Act
- No Love Lost (1954) — две повести:
  - The Patient at Peacocks Hall
  - Safer Than Love
- The Allingham Case-Book (1969)
- The Darings of the Red Rose (1995)
- Three is a Lucky Number

#### Под псевдонимом Maxwell March
- Other Man’s Danger (1933); в США вышел под названием «The Man of Dangerous Secrets»
- Rogues' Holiday (1935)
- The Shadow in the House (1936)

## Детективный клуб
В 1936 году был издан совместный проект Детективного Клуба «Шестеро против Скотленд-Ярда» (англ. Six against the Yard). Марджери Аллингем принимала участие в его создании, написав рассказ на тему идеального убийства под названием «Он сделал ее несчастной». Книга была издана в России издательством АСТ в серии «Чай, кофе и убийства» в 2016 году.